# Осовецкий, Борис Михайлович
Бори́с Миха́йлович Осове́цкий (род. 5 января 1939, Красноярск) — советский и российский учёный-геолог, доктор геолого-минералогических наук, профессор, декан геологического факультета (1984—1987), проректор по научной работе (1987—1997) Пермского университета, лидер научного направления «Разработка теоретических основ наноминералогических исследований и нанотехнологические приложения».

## Биография
В 1961—1965 годах учился на геологическом факультете Пермского государственного университета; окончил вуз с отличием.
Ассистент (1967—1970), старший преподаватель (1970—1972), доцент (1974—1986), профессор геологического факультета Пермского университета (с 1987).
С 1968 года — кандидат геолого-минералогических наук (диссертация «Процессы формирования современного аллювия (на примере Прикамья)»); с 1985 года — доктор геолого-минералогических наук (диссертация «Формирование вещественного состава тяжёлой фракции аллювиальных осадков»).
В 1969—1970 и 1998—2008 годах — заведующий кафедрой минералогии и петрографии Пермского государственного университета. В 1984-1987 годах — декан геологического факультета, в 1987—1997 годах — проректор по научной работе ПГУ.
С 2006 года — заведующий лабораторией минералого-петрографических исследований Естественнонаучного института Пермского университета.
Лидер научного направления «Разработка теоретических основ наноминералогических исследований и нанотехнологические приложения».

### Учебная работа
Преподаватель высшей квалификации, читает лекции федерального компонента для всех специальностей факультета. Через его руки прошло более 4000 студентов и магистрантов.
За последние годы осуществлена коренная модернизация возглавляемой им кафедры, которая вошла в число ведущих среди университетов России.
Реализован нацпроект «Образование», осуществлен переход на трехуровневое образование, оборудованы 5 современных аудиторий для проведения учебных занятий и 5 учебно-научных лабораторий: обработки и подготовки проб, электронно-зондового, термовесового, атомно-абсорбционного, минералогического анализов, оснащенных современным уникальным оборудованием мирового уровня на сумму около 23 млн руб.
Для повышения компетентности выпускников в 2006 году непосредственно под руководством Б. М. Осовецкого организован студенческий геологопоисковый отряд.
Им подготовлены с использованием мультимедиасистем курсы по 7 дисциплинам, в том числе впервые в России по современным отраслям науки — «Наноминералогия», «Прецизионные методы исследования».

### Научная деятельность
Изучил в экспедициях аллювий рек на территории бывшего СССР. Создал научную школу минералогии аллювия, разработал теоретические основы миграции и концентрации минералов. Его фундаментальные исследования опубликованы в 10 монографиях и 220 статьях.
Под его руководством защищено 5 кандидатских и 1 докторская диссертация. Он участвует в работе международных форумов, в 2005 году был организатором XIII Международного совещания по геологии россыпей и месторождений кор выветривания. Его инновационные технологии внедряются в процессе выполнения фундаментальных научных и прикладных хоздоговорных тем и грантов.
Важнейшим научным открытием последних лет является обнаружение им лично в 2006 году первых алмазов на территории платформенной части Прикамья, что создало перспективы обнаружения коренных месторождений в Коми-Пермяцком округе.
Основные современные направления научных исследований: седиментология (разрабатываются методы изучения вещественного состава терригенных пород с целью восстановления истории их формирования); минералогия (новые экспресс-методы изучения свойств минералов, их типоморфных признаков); прогнозирование и поиски полезных ископаемых (алмазов, золота, платиноидов и др.); геоэкология (методы геоэкологических исследований); наноминералогия (наноминералогические исследования золота и алмазов).

## Награды и звания
- Звание Заслуженный деятель науки Российской Федерации, 1997 год.
- Диплом «Заслуженный профессор Пермского университета», 2009 год.

## Членство в организациях и обществах
- Член диссертационных советов Пермского университета и Уральского горного университета (Екатеринбург).
- Входит в состав ученых советов ЕНИ и геологического факультета ПГНИУ.
- Действительный член Российской экологической академии (с 1994)
- Член-корреспондент Академии естественных наук (с 1996).

## Публикации
Монографии:
- Осовецкий Б. М. Тяжелая фракция аллювия. Иркутск: Изд-во Иркутск. ун-та, 1986. 259 с.
- Осовецкий Б. М. Падение минералов в тяжелых жидкостях (новые методы исследования). Иркутск: Изд-во Иркутск. ун-та, 1992. 140 с.
- Осовецкий Б. М. Дробная гранулометрия аллювия/ Перм. гос. ун-т. Пермь, 1993. 343 с.
- Осовецкий Б. М. Лунев Б. С. Мелкие алмазы Урала / Перм. гос. ун-т. Пермь, 1996. 128 с.
- Осовецкий Б. М. Геохимические исследования по тяжелым минералам / Перм. гос. ун-т. Пермь, 2003. 192 с.
- Осовецкий Б. М. Минералогия мезокайнозоя Прикамья / Перм. гос. ун-т. Пермь, 2004. 292 с.
- Осовецкий Б. М., Илалтдинов И. Я. Золото юрских отложений Вятско-Камской впадины / Перм. гос. ун-т. Пермь, 2009. 230 с.

Основные статьи:
- Осовецкий Б. М. О связи минерального состава тяжелой фракции аллювиальных отложений с их гранулометрией // Литология и полезные ископаемые. 1974. № 1. С. 96-109.
- Осовецкий Б. М. Метод определения плотности мелких минеральных частиц по скорости падения в бромоформе // Записки ВМО. 1976. Ч. 105, вып. 3. С. 392—396.
- Осовецкий Б. М. Вещественный состав современного аллювия р. Кубани и условия его формирования // Литология и полезные ископаемые. 1977. № 1. С. 66-80.
- Осовецкий Б. М. О методике обработки проб с мелкими зернами полезных ископаемых // Изв. вузов. Геология и разведка. 1979. № 4. С. 112—116.
- Осовецкий Б. М. Лунев Б. С. Уральские россыпи с мелким золотом // Известия вузов. Горный журнал. 1994. № 2 (6). С. 51-62.
- Осовецкий Б. М. Редкоземельная и тантал-ниобиевая минерализация мезозойско-кайнозойских отложений Вятско-Камской впадины // Литосфера. 2010. № 2. С. 62-76.